# Харківський комерційний інститут
Харківський комерційний інститут — вищий навчальний заклад економічного профілю в м. Харків (Російська імперія, Україна); діяв в 1912—1919 рр. Був створений як Харківські вищі комерційні курси (1912—1916 рр.), в 1916 р. отримав статус інституту, в 1920 р. реорганізований в Харківський інститут народного господарства.

## Історія

### Створення і цілі діяльності
З ініціативою створення комерційного інституту в Харкові в 1908 р. виступив професор Харківського університету М. І. Палієнко. Ініціатива отримала підтримку Харківського купецького товариства, З'їзду гірничопромисловців півдня Росії і Харківського біржового комітету. За пропозицією М. Ф. Фон-Дітмара 36-й З'їзд гірничопромисловців півдня Росії подав міністрові С. І. Тімашеву записку з обґрунтуванням необхідності відкриття в Харкові комерційного інституту з гірничо-промисловим відділенням. Проект статуту інституту було схвалено Загальними зборами харківських промисловців і торговців.
Перешкодою створенню інституту була позиція Міністерства торгівлі і промисловості, яке, рахуючись з думкою консервативних кіл Державної ради, не наважилося подавати законодавче представлення про створення чергового не державного вищого навчального закладу не університетського типу, оскільки майже одночасно діяльність розпочали комерційні інститути в Москві і Києві. 25 червня 1911 року І. К. Велитченко, М. І. Палієнко, Л. В. Сирвінт і О. К. Погорелко були прийняті міністром С. І. Тімашевим. Вихід було знайдено в організації навчального закладу нижчого рівня — Вищих комерційних курсів.
У 1911 році Харківське купецьке суспільство обрало спеціальну комісію з організації курсів за участю підприємців і наукових діячів міста (С. М. Жевержеєв, М. Ф. Фон-Дітмар, П. П. Рижов, Г. О. Гольдберг, професор М. І. Палієнко, В. Ф. Левітський та ін.). Професор М. І. Палієнко склав проект статуту, навчальних програм і 4-х літнього фінансового кошторису інституту.
Статут курсів був затверджений міністром 26 травня 1912 року. Урочисте відкриття занять відбулося 10 жовтня 1912 р. Відповідно до Статуту, Вищі комерційні курси Харківського купецького суспільства були віднесені до розряду вищих навчальних закладів, що мали на меті давати комерційну і політико-економічну освіту.
|  | «Учора в будівлі Харківського комерційного училища відбувся відкриття Вищих комерційних курсів, що мають в недалекому майбутньому бути перетвореними на Комерційний інститут». |

### Будівля
[[Файл:Реорганизация Харьковского института народного хозяйства и создание отраслевых вузов (общая схема).jpg|thumb|300px| Реорганізація Харківського інституту народного господарства і створення галузевих вишів (загальна схема), 1920—2010 

Закладка будівлі Харківського комерційного інституту, 28 вересня 1914 р.

З 1912 року навчальних процес відбувався в будівлі комерційного училища у вечорі. У 1914 році по вул. Єпархіальній, 52 (нині корпус ХНТУСГ імені П. Василенка на вул.Алчевських, 44), було закладено нову будівлю, спеціально призначену для курсів. Проект архітектора О. М. Бекетова передбачав низку технічних нововведень і використання найсучасніших на той час інженерних систем і комунікацій: залізобетонних конструкцій, гідроізоляції фундаменту, звукопоглинальних і теплоізолюючих перекриттів, були витримані пожежобезпечні стандарти будівництва і обладнання. Уперше в Росії використовувався метод Ф. Уатсона, що дозволяв пригнічувати відбиті звукові хвилі в аудиторіях і покращував їх акустику. Спеціально створена інженерними фірмами ефективна система опалювання, заснована на нагнітанні в приміщення нагрітого повітря, дозволяла з мінімальними витратами підтримувати взимку комфортну температуру в аудиторіях заввишки 5,35 м і 7,82 м.
Навчальний корпус було витримано у ренесансному стилі «Palladio», він мав характерні для творчості Бекетова просторий хол і широкі мармурові сходи з бронзовими світильниками. У будівлі розташовувалися дві лекційні аудиторії на 400 чоловік кожна і малі аудиторії на 60 місць, приміщення для семінарів, музею і навчальних кабінетів, лабораторій, наукова бібліотека, вестибюль з гардеробом на 1500 чоловік, найбільший в місті актовий зал. Для нового корпусу були поставлені спеціальні меблі і професійне устаткування.
Будівництво було закінчене до осені 1916 року, на рік пізніше передбачених довоєнним контрактом строків.

### Отримання статусу інституту
29 березня 1916 року за доповіддю міністра Державна Дума схвалила надання курсам статусу Комерційного інституту з правами вищих навчальних закладів. 17 грудня 1916 року міністр затвердив оновлені правила, навчальний план і бюджет інституту.

### Реорганізація
У період революції 1917 року і Громадянської війни діяльність інституту була дезорганізована студентським страйком і діями Радянського уряду.
11 березня 1919 року в інститут був призначений комісар — студент ХТІ Л. М. Майєр. ХКІ був об'єднаний з юридичними факультетами обох університетів (імператорського і жіночого), навчальні плани були зруйновані введенням нових «обов'язкових» предметів, був фактично ліквідований ценз прийому.
Із заняттям Харкова Добровольчою армією нормальне життя інституту було відновлене. Професори і викладачі брали активну участь в Білому русі. В будівлі ХКІ діяли курси права і політики ОСВАГ, проводилися засідання Академічного союзу, в Актовому залі з успіхом проходили антибільшовицькі публічні лекції. У інституті влаштовувалися добродійні концерти і танці на користь лазаретів. У жовтні 1919 року ряд професорів приєдналися до підписантів складеного В. Ф. Левітським «Відозви російських вчених до Європи», де різко засуджувався більшовизм. На початок занять у вересні 1919 р. на 1-й курс було прийнято 850 студентів.
З відступаючою Добровольчою армією місто покинули багато провідних вчених, які або емігрували, або припинили співпрацю в інституті (М. М. Анциферов, О. М. Терпигорєв, Д. М. Іванцов, О. М. Челинцєв, Й. А. Трахтенберг та ін.), в червні 1919 року були жорстоко вбиті чекістами взяті за заручників проф. М. С. Стеллецький і член Опікунської ради купець С. М. Жевержеєв.
Наприкінці 1919 — початку 1920 р. радянською владою у інституту були відібрані будівля і бібліотека, навчальна діяльність практично припинилася. У 1920 році ХКІ реорганізований в Харківський інститут народного господарства.

## Структура і управління

### Факультети
У складі інституту був створений один економічний факультет (відділ), навчання на якому велося по підвідділах (циклах). Діяли навчально-допоміжні і науково-допоміжні підрозділи: кафедри, лабораторії, музеї, семінари, бібліотеки, кабінети.

### Масштаби діяльності
На курси приймалися учні обох статей. У 1912 — навесні 1916 року ХВКК діяли як вечірні, заняття проводилися в будівлі Харківського комерційного училища. Лекції по 40 хвилин тривалістю велися з 17.20 до 21.20 годин у вечорі. У суботні і святкові дні лекції читалися також у великому залі З'їзду гірничопромисловців півдня Росії. Осінню 1912 р. на курсах навчалися 250 чоловік; за планом проф. М. І. Палієнка таке ж число мало бути на кожному курсі, а загальний контингент студентів — 1000 чоловік. Навесні 1916 року на курсах навчалося 558 учнів: 241 студентів, 197 студенток, 107 вільних слухачів і 13 вільних слухачок.
Із введенням до ладу нового корпусу, контингент студентів істотно зріс, а інститут перейшов на денний час занять. У 1916—1917 навчальному році в ХКІ навчалися 1226 студентів і студенток і 186 вільних слухачів, у тому числі на першому курсі 854 учнів: 462 студенти, 326 студенток, 48 вільних слухачів і 18 вільних слухачок. Навчання вели 58 викладачів: 15 професорів, 2 приват-доценти, 33 викладачі і 8 асистентів. Діяла 5 % обмежувальна норма для студентів юдейського віросповідання.
Зимою 1917 року при інституті були відкриті банково-страхові курси для офіцерів, які постраждали на війні.

### Академічне самоврядування
Для розпорядження засобами і майном навчального закладу, внесення змін до статуту, створювалася Опікунська рада курсів, що складалася з 14 чоловік, які обиралися Харківським купецьким товариством на 4 роки, 3-х представників навчального комітету, директора. Допускалося включення представників міністерства торгівлі і промисловості, міської думи, губернського земства, З'їзду гірськопромисловців півдня Росії. Головою ради у 1912—1919 роках був комерції радник І. К. Велитченко.
Директор курсів обирався на 4 роки спільно Опікунською радою і Навчальним комітетом. Цю посаду обіймали професор В. Ф. Тимофеїв (1912—1919 рр.) та професор М. Н. Соболев (1919—1920 рр.).
Загальне завідування вишем, у тому числі розробка навчального плану, покладалася на Навчальним комітет, який складався з директора, викладачів, а також голови і 3-х членів Опікунської ради.
Велику роль відігравали загальні збори викладачів факультету.

### Фінансування
Основними прибутковими статтями бюджету курсів були плата за навчання і збір з промислових посвідчень (самооподаткування) членів Харківського купецького товариства. Вартість навчання в 1912 р. становила 100 рублів на рік.

## Навчальний план
Навчання в інституті тривало 4 роки (курси). На перших двох курсах вивчалися загальноосвітні і базові економічні дисципліни.
| 1й курс                     | 2-й курс                     |
| --------------------------- | ---------------------------- |
| Богослов'я                  | Економічна політика          |
| Політична економія          | Статистика                   |
| Історія економічних навчань | Економічна географія         |
| Загальна теорія права       | Цивільне право               |
| Державне право              | Адміністративне право        |
| Комерційна арифметика       | Рахівництво                  |
| Землезнавство               | Вища математика              |
| Російська історія           | Теорія імовірності           |
| Загальна історія            | Спецкурс політичної економії |
| Практичні заняття           |                              |
| Політична економія          | Статистика                   |
| Загальна теорія права       | Політична економія           |
| Рахівництво                 | Цивільне право               |
|                             | Вища математика              |

З 3-го курсу проводилася спеціалізація по підвідділах зі своїми програмами навчання, що включали спеціальні (профілюючі) дисципліни. У 1912 р. передбачалося створення 3-х підвідділів: економічного, комерційно-фінансового і педагогічного. У 1916 році таких підвідділів, з профільними групами, було 5:
- економічно-комерційний;
- педагогічний (для підготовки викладачів середніх комерційних навчальних закладів);
- банково-страховий — банкова група;
- банково-страховий — страхова група;
- місцевого господарства;
- промисловий — гірничопромислова група.
Наприклад, на підвідділі місцевого господарства і гірничопромисловій групі промислового підвідділу викладалися дисципліни:
| Підвідділ місцевого господарства |                                                |
| III курс                         | IV курс                                        |
| Оцінна справа                    | Оцінна справа                                  |
| Статистика земська і міська      | Цивільний процес                               |
| Торговельне право                | Земське рахівництво у зв'язку з логісмографією |
| Лад місцевого самоврядування     | Земське і міське рахівництво                   |
| Спецкурс політекономії           | Страхове право                                 |
| Економія сільського господарства | Економія сільського господарства               |
| Історія і теорія кооперації      | Землеустрій                                    |
|                                  | Кооперативний кредит                           |
| Практичні заняття з              |                                                |
| ладу місцевого самоврядування    | споживчої кооперації                           |
| торговельного права              | сільськогосподарської кооперації               |
| спецкурсу політекономії          | оцінній справі                                 |
| місцевих фінансів                | місцевих фінансів                              |
| оцінної справи                   |                                                |

| Промисловий підвідділ гірничопромислова група | Промисловий підвідділ гірничопромислова група      |
| III курс                                      | IV курс                                            |
| --------------------------------------------- | -------------------------------------------------- |
| Прикладна механіка                            | Організація торговельних і промислових підприємств |
| Цивільний і торговельний процес               | Комерційна кореспонденція                          |
| Торговельне право                             | Товарознавство                                     |
| Робітниче законодавство                       | Промислове рахівництво                             |
| Хімія                                         | Транспортна справа                                 |
| Спецкурс політекономії                        | Гірниче право                                      |
| Читання креслень                              | Страхове право                                     |
| Товарознавство                                | Вексельне право                                    |
|                                               | Конкурсний процес                                  |
|                                               | Гірнича справа                                     |
| Практичні заняття з                           |                                                    |
| ладу місцевого самоврядування                 | рахівництва                                        |
| торгового права                               | товарознавства                                     |
| спецкурсу політекономії                       | організації торговельних і промислових підприємств |
| місцевих фінансів                             |                                                    |
| оцінної справи                                |                                                    |

Крім того, викладалися обов'язкові для усіх учнів німецька, французька і англійська мови. Навчання орієнтувалося на потреби і особливості господарства регіону півдня Росії. Особливістю ХКІ порівняно з іншими комерційними інститутами Імперії була висока доля практичних і спеціальних семінарських занять.
У навчальному процесі велику роль відігравали навчально-допоміжні установи: лабораторії, музей, так звані кабінети. Кабінет організації торговельних і промислових підприємств включав зразкове комерційне бюро, музей організації торгово-промислових підприємств, приватногосподарський архів. Кабінет був забезпечений сучасним конторським устаткуванням, машинорахівними пристроями, картотеками, наочними схемами організації управління, систем заробітної плати, статистичних таблиць й інш. Оснащення кабінету дозволяло моделювати в навчальних цілях комерційну діяльність реального підприємства з його основними підрозділами.

## Професори і викладачі
Викладачі обиралися Навчальним комітетом. До роботи в інституті було притягнуто професорів Харківського університету і Технологічного інституту, а також кваліфікованих фахівців в конкретних областях знання. У інституті викладали О. М. Анциферов (статистика), С. Н. Бернштейн (вища математика і теорія імовірності), В. М. Гордон (торговельне право), В. Х. Даватц (вища математика), В. Ф. Левітський (історія економічних навчань), М. М. Соболєв (економічна політика), М. С. Стеллецький (моральне богослов'я), О. М. Терпигорєв (гірська справа), И. А. Трахтенберг (спецкурс політекономії), П. І. Фомін (політична економія), О. М. Челинцев (землеустрій) та ін.

## Наука в ХКІ
Процес формування наукових шкіл було перервано подіями Громадянської війни і насильницькою реорганізацією, у зв'язку з чим наукові результати, досягнуті ученими подекуди були реалізовані в інших вищих навчальних закладах. Для низки викладачів, передусім юристів, основним місцем діяльності був університет.
У 1912—1919 роках в ХКІ працювали перспективні вчені-дослідники, які, разом з комерційним інститутом співробітничали і в інших вишах, професійних громадських об'єднаннях, місцевому самоврядуванні. Найперспективнішими були такі дослідницькі напрями як: статистика і економіка сільськогосподарської кооперації — О. М. Анциферов, Д. І. Іванцов, І. В. Ємельянов, Г. Ф. Обдула; економіка і економічна історія промисловості, математичні методи дослідження кон'юнктурної динаміки — П. І. Фомін; грошовий обіг і фінансові ринки — І. А. Трахтенберг; економіка сільського господарства — О. М. Челинцев; організація і економіка підприємств — Г. І. Меєрович та ін.

### Кабінет економічного вивчення Росії

Титульний аркуш Бюлетенів Кабінету економічного вивчення Росії, 1915 р.

У ХКІ був створений один з перших економічних дослідницьких центрів в Імперії — Кабінет економічного вивчення Росії. Створений у 1914 році за рапортом проф. П. І. Фоміна, кабінет мав статус науково-допоміжної установи і незалежне фінансування. Кабінет мав 4-х штатних співробітників, які виконували технічні і допоміжний роботи. До дослідницької роботи притягувалися дійсні співробітники і співробітники-змагателі з числа студентів і випускників інституту. Керував кабінетом професор П. І. Фомін. При кабінеті стали проводилися Збори економічного відділення інституту.
Метою кабінету був збір, систематизація і аналіз статистико-економічних показників, що характеризують динаміку народного господарства країни. Програма досліджень розширювалася й до 1917 року включала 27 розділів, охоплюючи ряд фінансових і кон'юнктурних індексів, динаміку виробництва ключових галузей промисловості і секторів народного господарства, торгівлю, бюджетні і демографічні показники. З березня 1915 року публікувалися Бюлетені кабінету на російській і французькій мовах. Створювався архів статистико-економічної інформації про гірничу і гірничозаводську промисловість півдня Росії.
Кабінет проводив роботи на замовлення підприємств і організацій: щомісячні огляди стану гірничої і гірничозаводської промисловості півдня Росії для Харківської контори Держбанку, вивчення торговельних стосунків півдня Росії і Південної Америки для Катеринославського товариства фабрикантів, анкетне дослідження руху цін на продовольчі товари і робочі руки і інше. За пропозицією Харківської комісії зі встановлення реквізиційних цін на мінеральне паливо були розроблені і передані Міністрові торгівлі і промисловості пропозиції щодо реорганізації російської промислової статистики. Були розпочаті роботи з анкетного обстеження проблеми зносу основних фондів промисловості в роки війни.
Редакційною комісією Бюлетенів (В. Ф. Тимофіїв, П. І. Фомін, М. М. Соболєв, О. М. Анциферов) було вироблено проект великої дослідницької програми економічного вивчення Росії. З цією метою, у 1918 році передбачалося скликати в Харкові всеросійський з'їзд за участю зацікавлених організацій, учених, фахівців.

## Відомі випускники
- Саймон Кузнець — американський економіст, Нобелівський лауреат з економіки 1971 р., навчався в ХКІ у 1918—1921 роках, склавши іспити за 1-й і 2-й курси. Магістерська дисертація С. Кузнеця «Dr. Schumpeter's system of economics, presented and analyzed» («Система економіки д-ра Шумпетера: розглянута й аналізована»), захищена в Колумбійському університеті в 1924 р., була написана в Харкові[14].